# Малая Загоровка
Ма́лая За́горовка (укр. Мала́ За́горівка) – село, расположенное на территории Борзнянского района Черниговской области (Украина). Расположено в 17 км на юго-запад от райцентра Борзны. Население — 628 чел. (на 2006 г.). Адрес совета: 16415 Черниговская обл., Борзнянский р-он, с.Малая Загоровка, ул. Першотравнева, 68.
Возле села в реку Борзну впадает её приток Рудка.